# Glabella

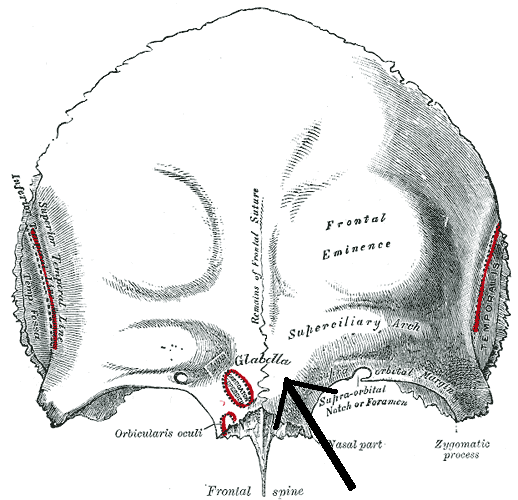
A koponya felső része

A glabella a homlokcsont legalsó szélének legkiemelkedőbb része az orrnyereg felett a medián síkban, a fejen az arcus superciliarisok (szemöldökív) között. (a koponyai mérőpont megfelelő vetülete)